# 步非烟 (作家)
步非烟（1981年7月11日—），本名辛晓娟，女，四川成都人，中国当代武侠小说作家，被网友称为“北大才女”。其笔名来自于皇甫枚所著的唐代传奇《步飞烟》。1999年步非烟考入北京大学中文系，2006年被授予古代文学硕士学位，2012年被授予北京大学中文系博士学位。其作品大气磅礴、汪洋恣肆，想象力神秘奇特、笔风变化万端，她开创的女子武侠更被誉为新神话主义、大陆武侠奇幻界想象力的代表。

## 主要作品
- 《华音流韶》系列：《紫诏天音》、《风月连城》、《彼岸天都》、《海之妖》、《曼荼罗》、《天剑伦》、《雪嫁衣》、《梵花坠影》
- 《武林客栈》系列：《武林客栈·日曜卷》、《武林客栈·月阙卷》、《武林客栈·星涟卷》
- 《天舞》系列：《天舞·摩云》、《天舞·御龙》、《天舞·.魅月》、《天舞·葬雪》、《云中漪兰》（外传）
- 《人间六道》系列：《修罗道》
- 《九阙梦华》系列：《解忧刀》《绝情蛊》
- 《昆仑传说》系列：《昆仑劫灰》、《月影传说》、《天烬云殇》
- 《舞阳风云录》系列：《月出秋山》《芙蓉花落》《塞上秋风》《梵天宝卷》《长空剑诀》《血令梅香》《天罗宝藏》（外传）
- 《七宗罪》系列：《青螺髻》、《堕天翼》、《玲珑心》、《丁香舌》、《春葱指》、《阴耳风》、《沉脂腕》
- 《玫瑰帝国》系列（未完）：
  - 正传：《堕天使之心》、《潘多拉之盒》，《荆棘鸟之冠》，《黑羽蝶之翼》，《白蔷薇之祭》
  - 外传：《龙之羽翼》、《无冕之后》、《师》、《凯撒》
- 《云天之外·木兰花开》系列（未完）
- 其他作品：《剑侠情缘》、《玄武天工》、《飞羽天下》、《鬼族的公主》、《乌衣风流》、《黄金时代》、《华音阁十二月花》、《诗剑七夜谈》
- 文集：《中国新武侠典藏书系·步非烟专卷》

## 争议事件
2006年，在第三届今古传奇武侠文学奖暨黄易武侠文学特别奖颁奖仪式上，步非烟放言，“试图要超越金庸，革掉金庸们的武侠命，突破传统武侠小说堡垒，创作出新时代的武侠小说。”此语引发了中国大陆媒体及网民的关注，引出种种真假传言。有人认为她这样做“勇气可嘉，但实在无知”，也有人直指她“不自量力，太想出名，借此炒作”。

## 评价
- 文化底蕴扑面，文字功底娴熟，以神韵走工尺，玩小兽若大虫，有举轻若重之概，兼好整以暇之雅。凌波人不见，江上一云轻。若持此为业，鸿程岂可量哉！[3]——北京大学教授孔庆东
- 行文流畅，结构自然，读之并无突兀之感；笔调清丽流畅，显示出较好的文学功底[4]。——温瑞安

## 外部連結
- 步非烟的新浪微博
- 步非烟的新浪博客
- 步非烟的华音阁 （页面存档备份，存于）（步非烟的搜狐博客）
- 步非烟作品集